# Dylan Nealis
Dylan Nealis (Massapequa, 30 luglio 1998) è un calciatore statunitense, difensore dei N.Y. Red Bulls.

## Biografia
Anche i suoi fratelli Sean e Jimmy sono o sono stati calciatori.

## Carriera
Inizia la sua carriera nella squadra della sua città natale, il Massapequa SC. Dal 2016 al 2019 gioca con la squadra che rappresenta l'Università di Georgetown. Nello stesso periodo milita anche nei L.I. Rough Riders, formazione dell'USL L2 (precedentemente denominata USL PDL), la quarta divisione del campionato statunitense. Nel 2020 viene scelto dall'Inter Miami durante il draft della MLS. Il 7 marzo successivo esordisce in campionato nella sconfitta in trasferta per 2-1 contro il D.C. United. L'anno successivo si trasferisce al Nashville, dove però trova poco spazio in rosa. Nel dicembre 2021, è stato confermato che sarebbe diventato un giocatore dei N.Y. Red Bulls a partire dalla stagione 2022, in cambio di $125.000.

## Statistiche

### Presenze e reti nei club
Statistiche aggiornate al 23 giugno 2022.
| Stagione                 | Squadra                  | Campionato               | Campionato | Campionato | Coppe nazionali | Coppe nazionali | Coppe nazionali | Coppe continentali | Coppe continentali | Coppe continentali | Altre coppe | Altre coppe | Altre coppe | Totale | Totale |
| Stagione                 | Squadra                  | Comp                     | Pres       | Reti       | Comp            | Pres            | Reti            | Comp               | Pres               | Reti               | Comp        | Pres        | Reti        | Pres   | Reti   |
| ------------------------ | ------------------------ | ------------------------ | ---------- | ---------- | --------------- | --------------- | --------------- | ------------------ | ------------------ | ------------------ | ----------- | ----------- | ----------- | ------ | ------ |
| 2017                     | L.I. Rough Riders        | USL PDL                  | 8+3        | 0          |                 | -               | -               |                    | -                  | -                  |             | -           | -           | 11     | 0      |
| 2018                     | L.I. Rough Riders        | USL PDL                  | 0          | 0          |                 | -               | -               |                    | -                  | -                  |             | -           | -           | 0      | 0      |
| 2019                     | L.I. Rough Riders        | USL L2                   | 8          | 0          |                 | -               | -               |                    | -                  | -                  |             | -           | -           | 8      | 0      |
| Totale L.I. Rough Riders | Totale L.I. Rough Riders | Totale L.I. Rough Riders | 19         | 0          |                 | -               | -               |                    | -                  | -                  |             | -           | -           | 19     | 0      |
| 2020                     | Inter Miami              | MLS                      | 17+1       | 0          |                 | -               | -               |                    | -                  | -                  | MiBT        | 2           | 0           | 20     | 0      |
| 2021                     | Nashville                | MLS                      | 4          | 0          |                 | -               | -               |                    | -                  | -                  |             | -           | -           | 4      | 0      |
| 2022                     | N.Y. Red Bulls           | MLS                      | 14         | 0          | USOC            | 4               | 1               |                    | -                  | -                  |             | -           | -           | 18     | 1      |
| Totale carriera          | Totale carriera          | Totale carriera          | 55         | 0          |                 | 4               | 1               |                    | -                  | -                  |             | 2           | 0           | 61     | 1      |